# Giuseppe Serventi
Giuseppe Serventi (Montecchio Emilia, 2 giugno 1743 – Parma, 19 dicembre 1826) è stato un medico, banchiere e imprenditore italiano.

## Biografia
Nato a Montecchio ma di origine parmigiana, le agiate condizioni familiari gli garantirono prestigiosi studi di medicina con Flaminio Torrigiani. Dopo pochi anni di professione fu eletto Protomedico esaminatore (16 giugno 1780), ma nonostante questo brillante avvio nella carriera medica, nel 1781 decise di dedicarsi ai commerci.
Ampliò le attività bancarie e industriali (che comprendevano cererie, concerie, filatoi di seta e opifici per la molatura dei cristalli) iniziate dal padre Alessandro, fino a raggiungere traguardi a livello europeo.
Nel giugno del 1798 fu incaricato di intavolare alcune trattative col pontefice Pio VI.
Nel 1805, insieme a Luigi Bondani, Filippo Linati e Giacomo Tommasini, fu nella delegazione municipale che accolse l'arrivo di Napoleone Bonaparte a Parma. Nel 1811 acquistò la Real Fabbrica di Maioliche e Vetri situata in via dei Farnese, che i discendenti cedettero alla famiglia Bormioli nel 1854.
Si occupò anche di agricoltura. Fu zelante promotore della coltivazione locale del gelso e del tabacco, e promosse l'estrazione dello zucchero dal miele da altre sostanze. Ritenendo inoltre che un'agricoltura moderna ed efficiente fosse alla base della prosperità di un Paese, sollecitò l'istituzione di una Società Agraria e promosse personalmente, sui propri terreni, la coltivazione e la trasformazione industriale di diversi prodotti agricoli.
Nel 1813 la Banca Alessandro Serventi, subì un dissesto a causa delle sconfitte napoleoniche e il Dottor Giuseppe Serventi, si trovò costretto a rinunciare alla sua attività. Limitandosi alle attività industriali e di cambio.
Nel 1816 ottenne dalla nuova Duchessa di Parma, Maria Luigia d'Austria, un decreto sovrano che sancì la costituzione della nuova società.
Oltre che medico, banchiere e industriale, fu anche filantropo, fondò la Società Serventi per mettere in condizioni agiate i non vedenti della città, e insieme a Moreu de Saint-Méry, allora prefetto di Parma, istituì e finanziò l'Ospizio delle Arti.
Fu tra i nobili decurioni del Comune di Parma e detenne le cariche di Presidente del Tribunale del Commercio e Vicepresidente degli Ospizi Civili.
Morì nel 1826 e venne sepolto nel Cimitero della Villetta.
A Parma gli è stato dedicato un piazzale nello storico quartiere Oltretorrente.